# Słupice (Baja Silesia)
Słupice (alemán: Schlaupitz) es una localidad del distrito de Dzierżoniów, en el voivodato de Baja Silesia (Polonia). Se encuentra en el suroeste del país, dentro del término municipal de Łagiewniki, a unos 8 km al oeste de la localidad homónima y sede del gobierno municipal, a unos 18 al nordeste de Dzierżoniów, la capital del distrito, y a unos 41 al suroeste de Breslavia, la capital del voivodato. Słupice perteneció a Alemania hasta 1945, año en el que pasó a formar parte del voivodato polaco de Breslavia hasta 1998.